# Can Riera (l'Hospitalet de Llobregat)
Can Riera és una antiga masia de l'Hospitalet de Llobregat (Barcelonès). Està protegida com a bé cultural d'interès local.

## Descripció
És una masia de planta rectangular, del segle xvii, que consta de planta baixa i un pis i té la teulada a doble vessant amb el carener perpendicular a la façana. La porta principal és d'arc de mig punt adovellada amb la inscripció: «1684» i al primer pis s'obren tres finestres amb la llinda i els brancals formats per carreus de pedra i l'ampit motllurat. A la banda de ponent, hi ha un cos adossat amb coberta a una aigua; aquí també s'obre una finestra de característiques similars a les del cos principal.
Té un pati amb emparrat davant la porta i un antic safareig de tipus masia, fet d'obra sota un cobert, a la part esquerra del pati.

## Història
No es té altres referències que la construcció el 1684 (segons la dovella de la porta principal). Actualment, és el dipòsit de l'Arxiu Històric de l'Hospitalet.

## Museu
El Museu d'Història de l'Hospitalet ocupa un dels espais de Can Riera. Amb el nom de l'Espai de Memòria de l'Hospitalet, ha implantat uns recursos educatius a l'edifici, com una fitxa didàctica sobre la figura de Quico Sabaté i el seu context històric.
L’exposició permanent «L’Hospitalet del segle xx» fa un recorregut pel període 1931-1980. És un homenatge als homes i dones que van contribuir a la formació de la ciutat, especialment als qui van lluitar per la democràcia i van sacrificar la vida i la llibertat en el marc de la lluita antifranquista.
L’equipament és un centre d’interpretació, documentació, consulta i recursos pedagògics. Està concebut per donar a conèixer el període històric de la nostra ciutat des de la Segona República fins a la transició democràtica. D’una manera molt especial, té en consideració la participació de l’Hospitalet en la lluita antifranquista, sobretot en l’època del tardofranquisme i la transició.